# Línea 427 (Santiago de Chile)
La Línea 427 de Transantiago unía Pudahuel con Vital Apoquindo, recorriendo toda la Avenida San Pablo.
La 427 era uno de los recorridos principales del sector poniente de Pudahuel, así como también de acceso al Metro Pudahuel y al Metro San Pablo, acercándolos en su paso, también a la Avenida Providencia y a través de la Vital Apoquindo.
Formaba parte de la Unidad 4 del Transantiago, operada por Express de Santiago Uno, correspondiéndole el color naranjo a sus buses.

## Flota
El 427 operaba con buses de chasis Volvo, entre los cuales se cuenta el articulado B9-SALF, de 18,5 metros de largo y con capacidad de 160 personas aproximadamente. También figura en su flota el bus rígido de chasis Volvo B7R-LE y algunos Scania K-230 UB, de 12 metros con capacidad cercana a las 90 personas. Todos estos buses son carrozados por Marcopolo y Busscar, con los modelos Gran Viale (rígido y articulado) y Urbanuss (articulado).

## Historia
La línea 427 fue concebida como una de las principales rutas del plan original de Transantiago, al cruzar la ciudad de punta a punta. Su preponderancia aumentaba al ser una línea que conectaba la estación San Pablo de las Líneas 1 y 5, pasando por lugares alejados del sector poniente de Lo Prado.
Poseía una variante denominada 427c, la cual iba desde Metro Escuela Militar hasta el hospital Dipreca y viceversa, está variante luego fue fusionada con el servicio 401.
Desde el 14 de enero de 2017, el servicio 427 comenzó a operar en horario 24 horas, pero a partir del 2 de septiembre dejó de operar para mejorar las frecuencias en los recorridos 401, 406, 407 y 426.

## Trazado

### 427 Pudahuel - Vital Apoquindo
| - Comuna de Pudahuel - Camino Público - Rotonda San Pablo - Av. San Pablo - Comuna de Lo Prado y Quinta Normal - Av. San Pablo - Comuna de Quinta Normal - Apóstol Santiago - Comuna de Estación Central - Apóstol Santiago - Av. Libertador Bernardo O'Higgins - Comuna de Santiago - Av. Libertador Bernardo O'Higgins - Comuna de Providencia - Av. Providencia - Av. Nueva Providencia - Av. Providencia - Comuna de Las Condes - Av. Providencia - Av. Apoquindo - Tomás Moro - Florencio Barrios - Alejandro Fleming - Vital Apoquindo - Paul Harris Sur | - Comuna de Las Condes - Vital Apoquindo - Alejandro Fleming - Florencio Barrios - Tomás Moro - Av. Apoquindo - Comuna de Providencia - Av. Nueva Providencia - Av. Vitacura - Av. Providencia - Comuna de Santiago - Av. Libertador Bernardo O'Higgins - Comuna de Estación Central - Av. Libertador Bernardo O'Higgins - Padre Alberto Hurtado - Comuna de Quinta Normal - Padre Alberto Hurtado - Santo Domingo - Barros Arana - Av. San Pablo - - Comuna de Lo Prado - Av. San Pablo - - Comuna de Pudahuel - Av. San Pablo - Rotonda San Pablo - Camino Público |

## Puntos de Interés
- Municipalidad de Pudahuel
- Metro Pudahuel
- Metro San Pablo
- Municipalidad de Lo Prado
- Terminales de Buses Sur y Alameda
- Mall Plaza Alameda
- Metro Estación Central
- Barrio Universitario de Santiago
- Metro Los Héroes
- Metro Universidad de Chile
- Centro de Santiago
- Plaza Baquedano
- Metro Baquedano
- Providencia
- Metro Los Leones
- Mall Costanera Center
- Metro Tobalaba
- Metro Escuela Militar
- Apumanque
- Hospital Dipreca
- Vital Apoquindo